# The Crossing (film, 2014)
Pour les articles homonymes, voir The Crossing.
Pour plus de détails, voir Fiche technique et Distribution.
The Crossing (太平轮, Tàipíng lún) est un film chinois réalisé par John Woo et sorti en deux parties en 2014 et 2015.
La première partie évoque le destin de familles chinoises durant la guerre civile chinoise dans les années 1940. La seconde partie traite du naufrage du Taïping en 1949.

## Synopsis
De juillet 1945, lors de la fin du conflit sino-japonais, jusqu'au début 1949, trois couples tentent de survivre alors que s'achève la guerre civile chinoise et que les armées nationalistes ne peuvent résister à la poussée communiste, et commencent à se replier sur Taiwan.

## Fiche technique
Sauf indication contraire, les informations mentionnées dans cette section peuvent être confirmées par la base de données cinématographiques IMDb,  présente dans la section « Liens externes ».
- Titre original : 太平轮, Tàipíng lún (2e partie : 太平輪：驚濤摯愛)
- Titre français : The Crossing
- Réalisation : John Woo
- Scénario : Wang Hui-Ling, Ching-hui Chen et Chao-Bin Su
- Musique : Tarō Iwashiro
- Photographie : Fei Zhao
- Montage : Ismael Gomez III et David Wu
- Décors : Horace Ma
- Sociétés de production : Beijing Gallop Horse Film, Le Vision Pictures, China Film Group Corporation, Huayi Brothers, Yoozoo Entertainment, Beijing Cultural & Creative Industry Investment Fund Management, Dongyang Mighty Allies Movie & Culture, Huace Pictures (Tianjin), Beijing Phenom Films, China Movie Channel, Galloping Horse Culture & Media et Lion Rock Productions
- Pays de production :  Chine
- Format : Couleurs - 35 mm
- Durée : 128 minutes (1re partie), 131 minutes (2e partie)
- Genre : drame, historique, romance, épique ; catastrophe (2e partie)
- Dates de sortie :
  - Chine : 2 décembre 2014 (première partie)
  - Chine : 30 juillet 2015 (deuxième partie)

## Distribution
- Huang Xiaoming : le général Lei Yifeng
- Zhang Ziyi : Yu Zhen
- Song Hye-kyo : Zhou Yunfen
- Takeshi Kaneshiro : Yan Zekun
- Masami Nagasawa : Masako Shimura
- Tong Dawei : Tong Daqing
- Yu Feihong : Mme Gu
- Tony Yang

## Production
Le script original est écrite par la scénariste Wang Hui-Ling, qui avait déjà travaillé avec Ang Lee pour Salé, Sucré (1994), Tigre et Dragon (2000) et Lust, Caution (2007). Son script est ensuite remanié et profondément modifié par John Woo assisté de Su Chao-pin et Chen Ching-hui
Le tournage débute le 6 juillet 2013 à Pékin,,. Il se déroule également à Shanghai, Tianjin en Mongolie-Intérieure et à Taïwan ,.